# Rashad Mahmood
Rashad Mahmood (راشد محمود) es un general pakistaní retirado con el rango de cuatro estrellas, quien se desempeñó como jefe del Estado Mayor del Ejército de Pakistán desde enero de 2013 y presidente del Comité Conjunto de Jefes del Estado Mayor (Chairman Joint Chiefs of Staff Committee, CJCSC). Su designación en este último cargo fue realizada por el entonces primer ministro Nawaz Sharif el 27 de noviembre de 2013, concluyendo su mandato en noviembre de 2016, tras alcanzar el límite de servicio establecido.

## Biografía
Fue comisionado en 1979 en el 7.º Batallón del Regimiento Baloch. Pertenece a una familia Sheikh de origen cachemir asentada en Sialkot.
Realizó un curso de Comandante de Compañía en Francia y es egresado del Canadian Army Command and Staff College, así como de la National Defence University de Pakistán. Posee una amplia trayectoria en funciones de comando, estado mayor y docencia. Entre sus cargos más relevantes se incluyen: comandante de pelotón en la Academia Militar de Pakistán, mayor de brigada en una brigada de infantería, instructor en el Colegio de Comando y Estado Mayor y en la National Defence University. Además, se desempeñó como jefe de Estado Mayor del Cuerpo de Ejército de Bahawalpur y secretario militar del presidente de Pakistán.
Mahmood ha comandado dos batallones de infantería, dos brigadas de infantería, una fuerza de mantenimiento de paz de las Naciones Unidas en la República Popular del Congo, y una división de infantería en Sialkot. Asimismo, ocupó el cargo de director general de la Inter-Services Intelligence (ISI) en Islamabad y comandante del 4.º Cuerpo del Ejército (Lahore). Tras comandar dicho cuerpo, asumió como jefe del Estado Mayor del Ejército de Pakistán en enero de 2013. Ha sido condecorado con las distinciones Hilal-i-Imtiaz y Nishan-e-Imtiaz.